# 丙酮氰醇
丙酮氰醇，学名2-羟基-2-甲基丙腈。

## 性质
无色液体，易溶于水和一般常用溶剂，不溶于石油醚和二硫化碳。因能分解为丙酮和氢氰酸，故不宜蒸馏。有中等毒性和刺激性。

## 制取
可通过丙酮与氰化钠加成然后酸化得到：

## 用途
用于有机合成。